# Технічний регламент
Техні́чний регла́мент — законодавчий акт, прийнятий органом влади, що містить обов'язкові технічні вимоги або безпосередньо, або шляхом посилання на стандарт або стандарти, або шляхом застосування взаємопов'язаних стандартів.
Технічний регламент є найсуворішою формою нетарифного регулювання, дозволяючи органам влади вирішувати завдання захисту життя, здоров'я, майна, охорони довкілля.

## Технічні регламенти в Україні
В Україні технічний регламент — це закон України або нормативно-правовий акт, прийнятий Кабінетом Міністрів України, у якому визначено:
- характеристики продукції або пов'язані з нею процеси чи способи виробництва, а також
- вимоги до послуг, включаючи відповідні положення, дотримання яких є обов'язковим.

Технічний регламент може також містити вимоги до термінології, позначок, пакування, маркування чи етикетування, які застосовуються до певної продукції, процесу чи способу виробництва.
Метою розроблення і застосування технічних регламентів є захист життя та здоров'я людини, тварин, рослин, національної безпеки, охорони довкілля та природних ресурсів, запобігання недобросовісній практиці.
Відповідність введених в обіг в Україні продукції, процесів та послуг технічним регламентам є обов'язковою.
Вимоги, встановлені технічними регламентами, повинні відображати ризики стосовно споживачів, довкілля та природних ресурсів, які створюватиме невідповідність продукції, процесів і послуг. Для оцінювання ризиків повинна розглядатися, зокрема, наявна науково-технічна інформація, пов'язана з переробними технологіями або кінцевим використанням продукції, процесів або послуг.
Державна політика у сфері розроблення і застосування технічних регламентів базується на таких принципах:
- технічні регламенти не повинні обмежувати торгівлю більше, ніж це необхідно для досягнення мети захисту життя та здоров'я людини, тварин, рослин, національної безпеки, охорони довкілля та природних ресурсів, запобігання недобросовісній практиці
- технічні регламенти повинні бути змінені або скасовані, якщо обставин або цілей, що спричинили їх прийняття, більше не існує або якщо обставини чи цілі, що змінилися, дають змогу вживати заходи, що мають менший обмежувальний вплив на торгівлю;
- вимоги технічних регламентів поширюються на товари вітчизняного та іноземного походження незалежно від їх походження;
- технічні регламенти торговельних партнерів України у встановленому законодавством порядку визнаються як еквівалентні технічним регламентам України, навіть якщо вони відрізняються, за умови, що такі регламенти відповідають меті технічних регламентів України.[1]